# يو إف سي 114
يو إف سي 114: رامبيج ضد إيفانز (بالإنجليزية: UFC 114: Rampage vs. Evans)‏ هو حدث لفنون القتال المختلطة نظمته يو إف سي، أُقيم في 29 مايو 2010، على إم جي إم جراند جاردن أرينا في لاس فيغاس، نيفادا، الولايات المتحدة.